# Sofia Androechovytsj
Sofia Joerijivna Androechovytsj (Oekraïens: Софі́я Ю́ріївна Андрухо́вич, geboren 17 november 1982) is een Oekraïense schrijver en vertaler.

## Leven en carrière
Sofia Androechovytsj werd geboren in Ivano-Frankivsk, als de dochter van Joeri Androechovytsj. Ze is getrouwd met de Oekraïense schrijver Andrij Bondar, met wie ze in 2008 een dochter kreeg.
Androechovytsj werd na haar opleiding mederedacteur van het tijdschrift Tsjetver (Donderdag). In 2004 ontving ze een verblijfsbeurs voor Polen via het cultureel instituut Villa Decius Association in Krakau, waar ze vroeger woonde. Ze woont sinds 2014 in Kiev. In december 2014 won haar roman Felix Austria de Book of the Year-prijs van de BBC in Oekraïne; in maart 2021 ontving ze de Oekraïense Women in Arts Award voor de literatuur.

## Publicaties
Sinds 2002 heeft Androechovytsj verschillende prozawerken uitgebracht: in 2014 verscheen haar roman Felix Austria.

### Felix Austria (2014)
Felix Austria speelt zich een eeuw geleden af, ten tijde van de k.u.k.-monarchie en gaat over het leven van twee vrouwen uit Stanyslaviv/Stanislav in Oost-Galicië.

### Proza
- De zomer van Milena (Літо Мілени). Kiev 2002.
- Oude mensen (Старі люди). Ivano-Frankivsk 2003.
- Vrouwen van hun echtgenoten (Жінки їхніх чоловіків). Ivano-Frankivsk 2005.
- Lachs (Сьомга). Kyiv 2007.
- Felix Austria (Фелікс Австрія). Lviv 2014.

### Vertalingen naar het Oekraïens
- Manuela Gretkowska . опейка (Europeaan). Vertaling uit het Pools, Kiev 2006.
- J.K. Rowling . Гаррі Поттер і келих вогню (Harry Potter en de Vuurbeker). Vertaling uit het Engels (samen met Victor Morozov), Kiev 2003.